# Shamil Kudiiamagomedov
Shamil Kudiiamagomedov –en ruso, Шамиль Кудиямагомедов– (Kizliar, 9 de mayo de 1993) es un deportista ruso de origen daguestano que compite en lucha libre (desde el año 2018 lo hace bajo la bandera de Italia), ganador de dos medallas en el Campeonato Europeo de Lucha, oro en 2016 y bronce en 2018, ambas en la categoría de 86 kg.

## Palmarés internacional
| Representando a Rusia  |                 |                   |           |
| Campeonato Europeo     |                 |                   |           |
| Año                    | Lugar           | Medalla           | Categoría |
| 2016                   | Riga (Letonia)  | Medalla de oro    | 86 kg     |
| Representando a Italia |                 |                   |           |
| Campeonato Europeo     |                 |                   |           |
| Año                    | Lugar           | Medalla           | Categoría |
| 2018                   | Kaspisk (Rusia) | Medalla de bronce | 86 kg     |